# Zyprische Männer-Handballnationalmannschaft
Die zyprische Männer-Handballnationalmannschaft ist die Handballnationalmannschaft der Republik Zypern und untersteht somit der zyprischen Handballföderation. Sie ist ebenfalls Mitglied in der Europäischen und Internationalen Handballföderation.
Es gibt nach einem Bericht ebenfalls eine U-21 Nationalmannschaft.

## 2024

### Allgemeines
Bisher, im Jahr 2024, konnte die zyprische Handballnationalmannschaft keinen Sieg einfahren. Im Januar spielte diese innerhalb von drei Tagen zweimal gegen Belgien. Diese beiden Spiele waren Spiele zur Qualifikation zur Europameisterschaft im Handball.

### Zwei Spiele gegen Belgien im Januar
Zuerst spielte Zypern am 10. Januar auswärtig in Belgien und verlor mit einem Unterschied von 12 Toren. Das Gesamtergebnis betrug 30:18 für Belgien.
Das Rückspiel fand drei Tage später statt, diesmal jedoch auf Zypern. Diesmal gewann Belgien wieder, jedoch mit einem Unterschied von 14 Toren, das Spiel ging 22:36 für Belgien aus.

## 2023

### Allgemeines
Im Jahr 2023 spielte die Handballnationalmannschaft Zyperns insgesamt 7 mal gegen div. Nationen. Dabei konnten diese 5 Siege einfahren und genau ein Unentschieden sowie eine Niederlage.

### Niederlage gegen Kuba
Diese musste die Mannschaft gegen Kuba hinnehmen. Es reichte nur für ein 18:28 für die Kubaner, welche sich dadurch zum Gewinner der IHF Emerging Nations Championship krönen konnte. Die zyprische Handballnationalmannschaft wurde dafür zweiter Platz.

### Unentschieden gegen das Vereinigte Königreich
Das Unentschieden erkämpfte sich die zypriotische Nationalmannschaft gegen die britische Handballnationalmannschaft. Dies gelang ihnen im ersten Spiel des Jahres 2023, am 13. Januar vor heimischer Kulisse. Es war gleichzeitig auch das erste Spiel der Qualifikation zur Europameisterschaft.
Die erste Halbzeit war sehr durchmischt und es war nur eine zwischenzeitliche Führung von zwei Toren für Zypern drin, welche die britischen Spieler jedoch souverän Ausgleichen konnte.
In Halbzeit zwei wurde es jedoch deutlich spannender. Anfangs war es wie in der ersten Hälfte immer noch ausgeglichen bis die britischen Kadetten in Führung gingen. Das ließen die Zyprer nicht lange auf sich sitzen und erzielten den Ausgleichstreffer. Doch dabei blieb es nicht, sie zogen anschließend auf eine fünf Tore Führung davon. Daraufhin entspannte sich die spielerische Situation zugunsten der Zyprer und es ging immer hin und her. Zum Ende hin legten die Gäste jedoch eine sensationelle Aufholjagd hin, wodurch sie sich noch in das Unentschieden retten konnten.

### Sonstige Spiele
Zwei weitere Spiele im Jahr 2023 waren ebenfalls Qualifikationsspiele zur Europameisterschaft. Diese gewannen sie. Einmal gegen Malta, welches ihnen ihren höchsten Sieg des Jahres, mit einer Differenz von 21 Toren einbrachte, und ein anderes mal gegen Aserbaidschan. Leider konnten sie aufgrund der schlechteren Tordifferenz zu dem Vereinigten Königreich nur auf Platz 2 der Tabelle abschließen.
Ebenfalls spielten diese im Rahmen der bereits angesprochenen IHF Emerging Nations Championship gegen Moldawien und Australien in heimischen Hallen. Auswärts mussten sie im selben Wettbewerb gegen Indien ran. Alle drei Spiele gewannen sie, verloren jedoch, wie oben bereits Rezeption fand, gegen Kuba das Finale.

## 2008 – 2022
| Jahr | Gesamt | S  | U | N  | Bemerkungen |
| ---- | ------ | -- | - | -- | --- |
| 2008 | 4      | 0  | 0 | 4  | |
| 2009 | 4      | 0  | 0 | 4  | |
| 2011 | 2      | 0  | 0 | 2  | |
| 2012 | 6      | 1  | 0 | 5  | |
| 2013 | 5      | 1  | 0 | 4  | |
| 2014 | 6      | 0  | 0 | 6  | |
| 2015 | 4      | 0  | 0 | 4  | |
| 2016 | 4      | 1  | 0 | 3  | |
| 2017 | 8      | 5  | 0 | 3  | |
| 2018 | 3      | 1  | 0 | 1  | |
| 2019 | 5      | 3  | 0 | 2  | |
| 2020 | 6      | 0  | 0 | 6  | |
| 2021 | 4      | 3  | 0 | 1  | |
| 2022 | 5      | 0  | 0 | 5  | Die zypriotische Handballnationalmannschaft sollte in der ersten Stufe der WM-Qualifikation antreten, jedoch steht in der Webseite, von der ich die Ergebnisse nehme lediglich das es einen Beschluss gab, nach welchem alle drei Spiele gegen die zyprische Handballnationalmannschaft entschieden wurde. Dadurch verloren sie technisch gesehen alle drei Spiele mit einer Differenz von 10 Toren. Ich gehe jedoch davon aus, dass sie die Spiele nicht angetreten haben. |
|      | 66     | 15 |   | 51 | |